# Jean-Luc Terrade
Jean-Luc Terrade est un acteur, metteur en scène et directeur de théâtre français. Il est le directeur artistique du festival Trente Trente.

## Biographie
À Paris, jusqu’en 1991, il met en scène principalement des auteurs contemporains (Pinget, Genet, Beckett…), ainsi que des œuvres originales sans texte, travaillant essentiellement le langage du corps ; il s'essaie à l’écriture chorégraphique avec le Théâtre du Mouvement et avec Francesca Lattuada.
Il joue dans la première pièce de Martin Lamotte (Le Crépuscule des lâches) en 1974. Dans une mise en scène de Coluche il y donne la réplique à Christine Dejoux, Jacques Delaporte, Didier Flamand, Roland Giraud, Auguste Geronimi et Martin Lamotte lui-même.
Il arrive en Aquitaine en 1991, à Sarlat, puis à Bordeaux en 1994 où il est cofondateur du TNT-Manufacture de Chaussures devenu CDCN. Il s’installe au Bouscat (L’Atelier des Marches) en 2000 et se lie avec la compagnie Les Marches de l’Été, créée en 1979.
Il travaille sur des textes de Lagarce, Beckett, Sade, Duras, Müller, Büchner, mais aussi Feydeau, Marivaux et Molière. Il poursuit également son travail de création sur le langage des corps : Quelques Petits Riens et Au bord de mes/nos ténèbres créé à Novart, Le Modèle de Molinier, solo chorégraphique (avec Sylvain Méret) créé en 2005 (Londres au Mime Festival, au Festival Bellones Brigitines à Bruxelles, à la Fundación à Bilbao, Biennale de danse du Val-de-Marne...) ; en 2015, il clôt le triptyque commencé avec les Petits Riens et les Ténèbres par Les Petites Boîtes pour sept comédiens. En 2016, il signe deux créations : Ce que j’appelle oubli, de Laurent Mauvignier, et Je suis une erreur, de Jan Fabre.
Depuis 2004, il organise et dirige l'événement Trente Trente et défend une programmation des formes courtes, hybrides et pluridisciplinaires. Il y invite notamment Steven Cohen, Joëlle Léandre, Olivier de Sagazan, Anthony Egéa, Les Limbes, Les Lubies, Carole Vergne et d'autres.

## Filmographie
- 1972 : Je suis frigide... pourquoi ? de Max Pécas : Eric Chambon (crédité sous John Terrade)
- 1973 : Bel ordure de Jean Marbœuf : un voyou
- 1978 : Le dossier 51 de Michel Deville : un sélectionné
- 1978 : Médecins de nuit (série télévisée) dans l'épisode Jean-François
- 1978 : L'ange gardien de Jacques Fournier

## Théâtre

### Comédien
- 1973 : 6000 cardigans oubliés de Frank Bertrand mise en scène Gilles Béhat
- 1974 : Le Crépuscule des lâches de Martin Lamotte mise en scène Coluche
- 1975 : Dracula de Didier Bétourné mise en scène Didier Bétourné
- 2008 : Dracula ou la non-mort d'après Bram Stoker mise en scène Yvan Blanloeil
- 2011 : Le Bain de Jean-Luc Lagarce conception Jean-Luc Terrade

### Metteur en scène
- 1978 : Laneuville au rupt 1900  co-mise en scène avec Bernard Rousselet et Didier Flamand au Théâtre des Bouffes du Nord
- 1982 : Éduqué à mort de Fritz Zorn, Maison pour tous d'Élancourt [8]
- 1984 : Sang d'encre d'après des extraits de lettres du courrier des lecteurs du journal Libération, Théâtre de l'Atalante (Paris)
- 1987 : Architruc de Robert Pinget, mai Théâtral de Strasbourg[9]
- 2002 : Lenz de Georg Büchner, Théâtre de l'Atalante (Paris)
- 2004 : Éden, Éden, Éden de Pierre Guyotat, Théâtre du Rond-Point[10]
- 2007 : Les Femmes savantes de Molière, tournée
- 2008 : Jeu de piste à Volubilis d'après Max Ducos, Salle Pierre Cravey (La Teste-de-Buch)
- 2009 : Oh les beaux jours de Samuel Beckett, tournée
- 2010 : L'Ange disparu d'après Max Ducos, tournée
- 2013 : Faut voir de Didier Delahais, tournée
- 2015 : Ce que j'appelle oubli de Laurent Mauvignier, tournée
- 2015 : Les Petites Boîtes, tournée
- 2017 : Le Gardien des ombres de Nathalie Papin, co-mise en scène Benjamin Ducrocq, tournée
- 2017 : Je suis une erreur de Jan Fabre, Atelier des Marches (Le Bouscat)
- 2019 : Melancholia II d'après Jon Fosse, Atelier des Marches (Le Bouscat)